# 美山荘
美山荘（みやまそう）（野草一味庵「美山荘」）は、京都の花背に所在して「摘草料理」で知られる料理旅館である。
摘み取った季節の草花や旬の野菜に魚を取り入れた料理は、白洲正子ら文化人に愛されて「京都門外不出」と喧伝されたが、後年に子孫らが広く事業している。アラン・デュカス (Alain Ducasse) やミシェル・ブラス (Michel Bras) なども、訪日して興味を示した。

## 概要
奈良春日大社の社家であった初代の中東庄吉郎が、花背の「大悲山峰定寺」再興に共鳴し、1895年（明治28年）に峰定寺参りの信者宿坊として建立した。
二代目の長男の中東吉次は1938年（昭和13年）に生まれ、1961年に23歳で家業を継いで独自の「摘草料理」を始め、数寄屋造り棟梁の中村外二に依頼して宿坊を料理旅館へ増改築し、屋号を「美山荘」とした。1993年（平成5年）に他界する。

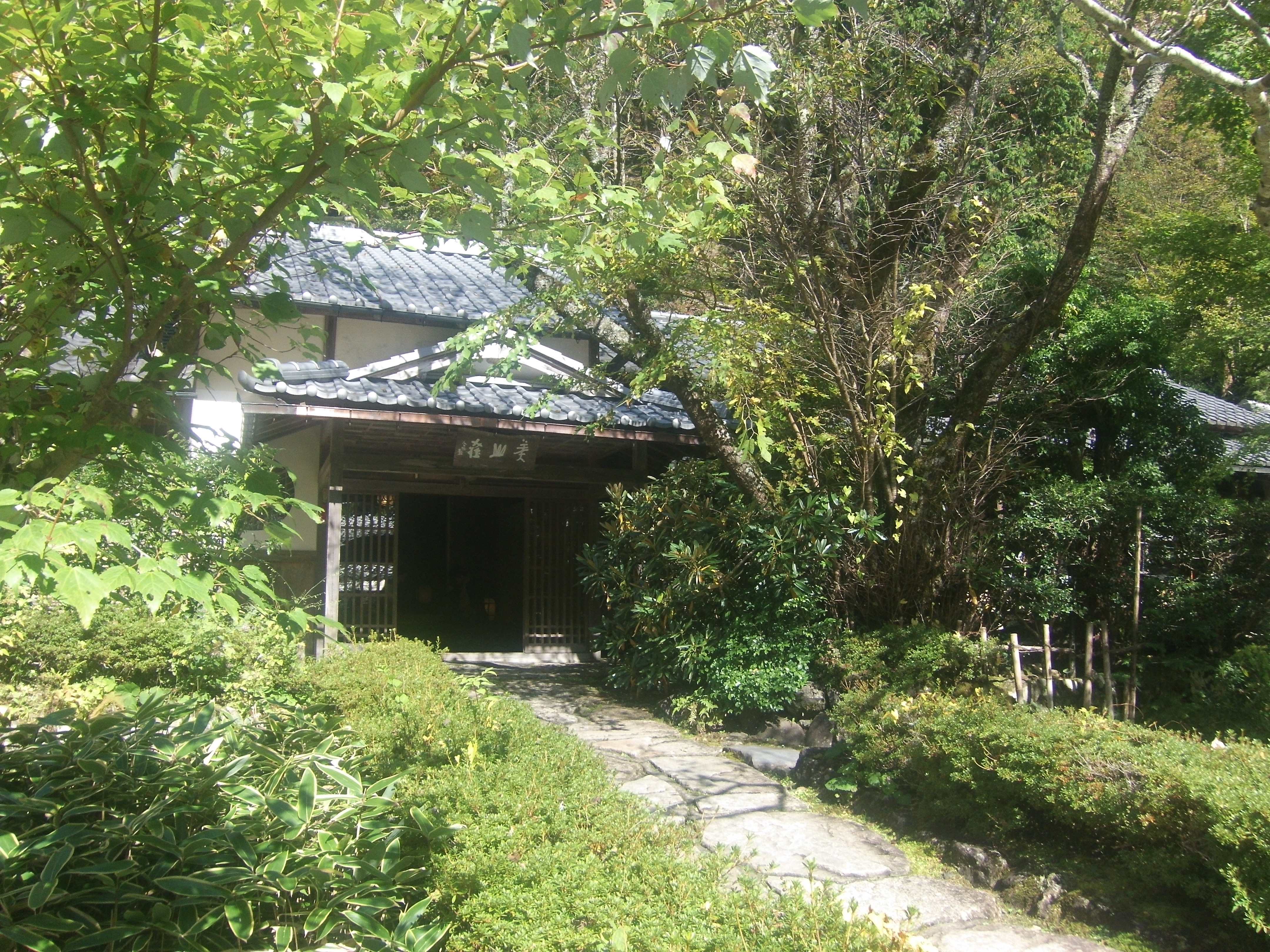
玄関アプローチ
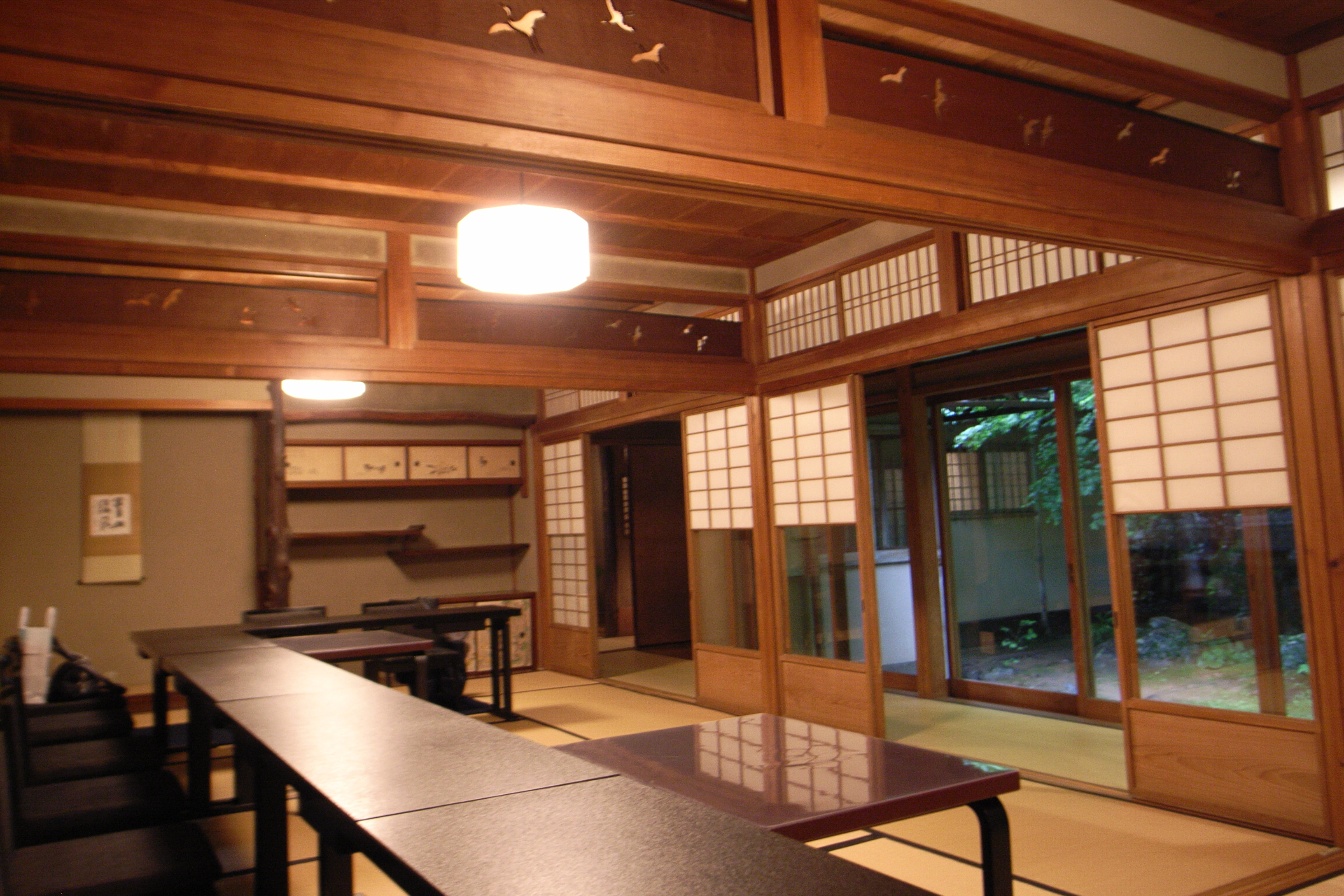
広間
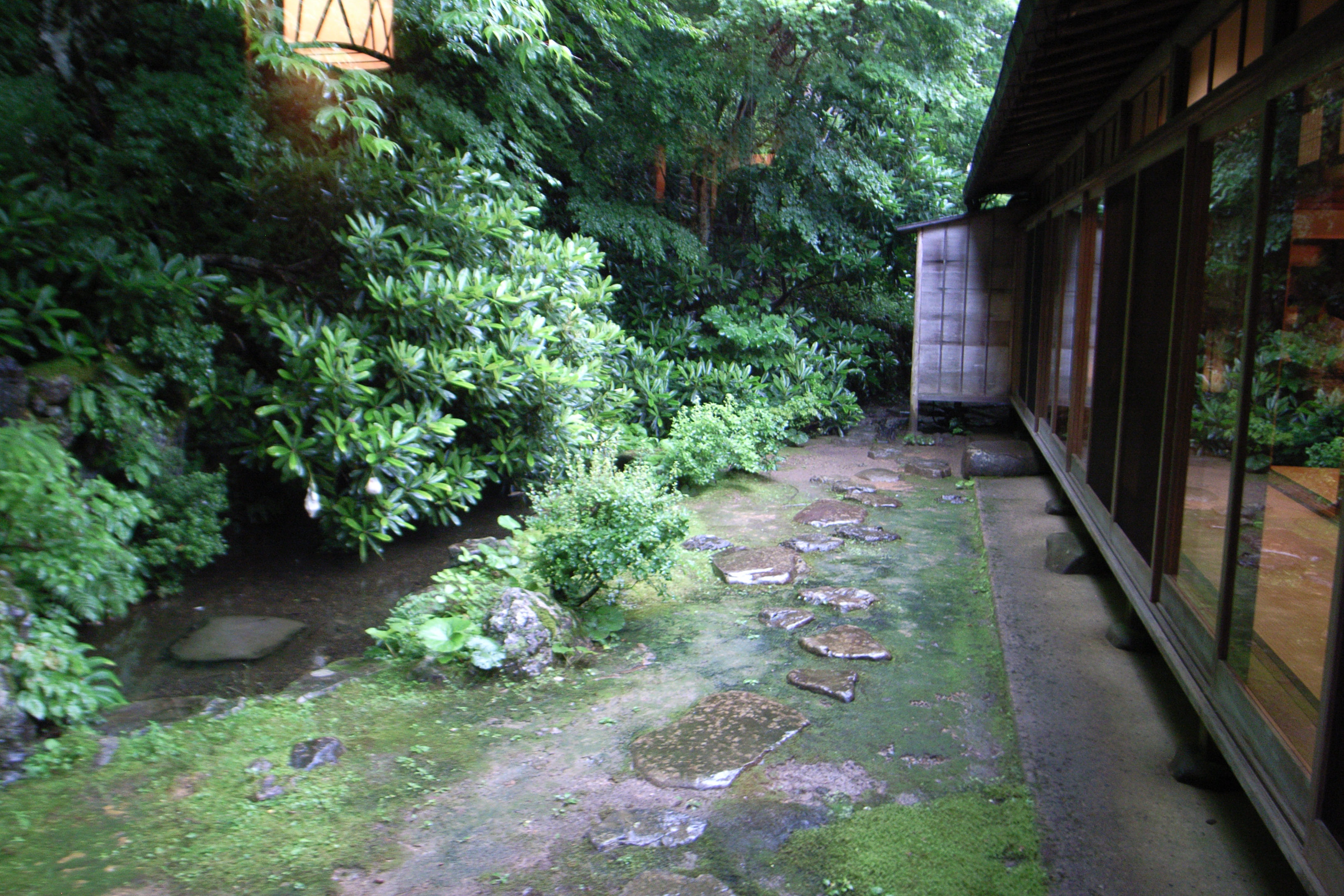
内庭
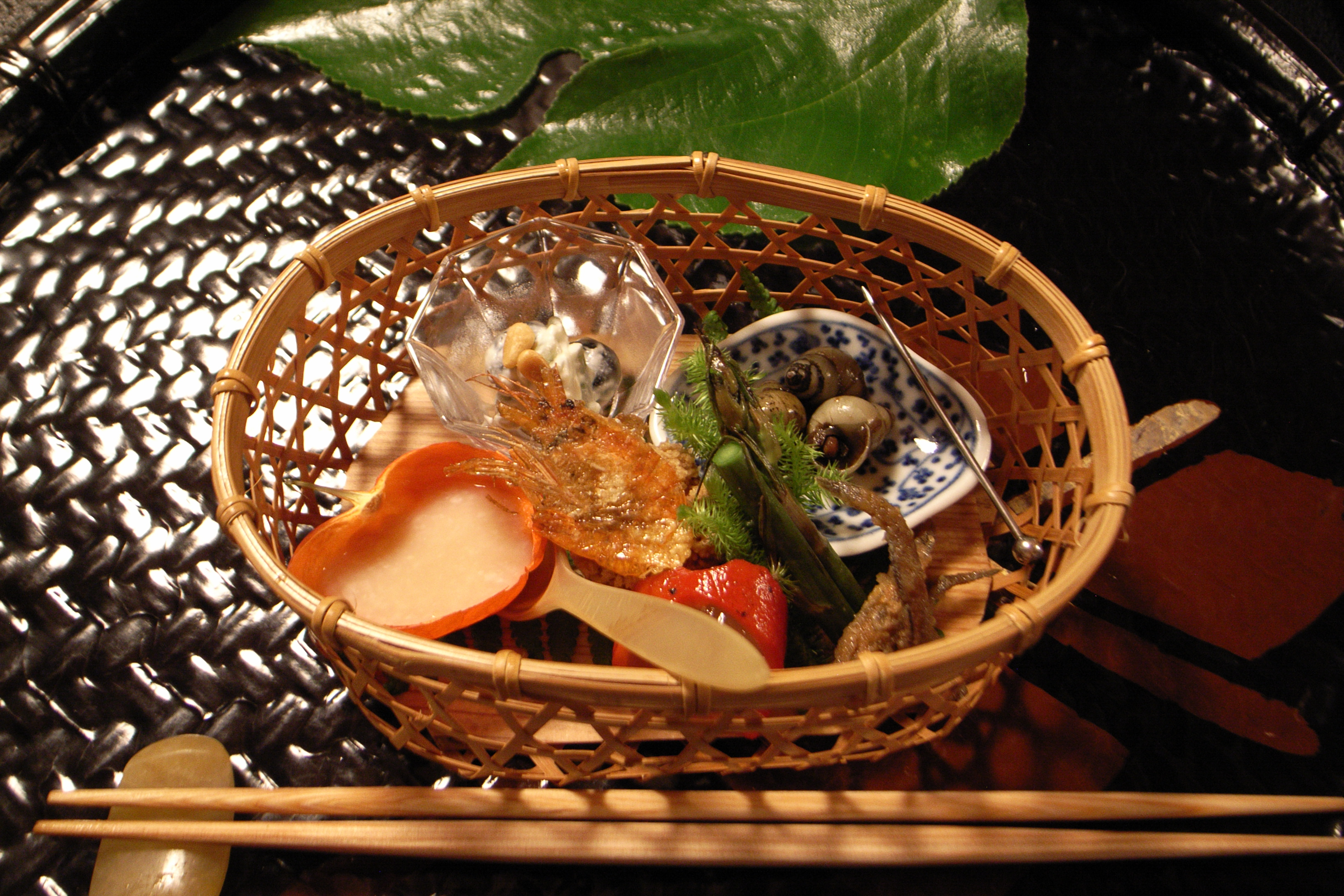
摘草料理の一例
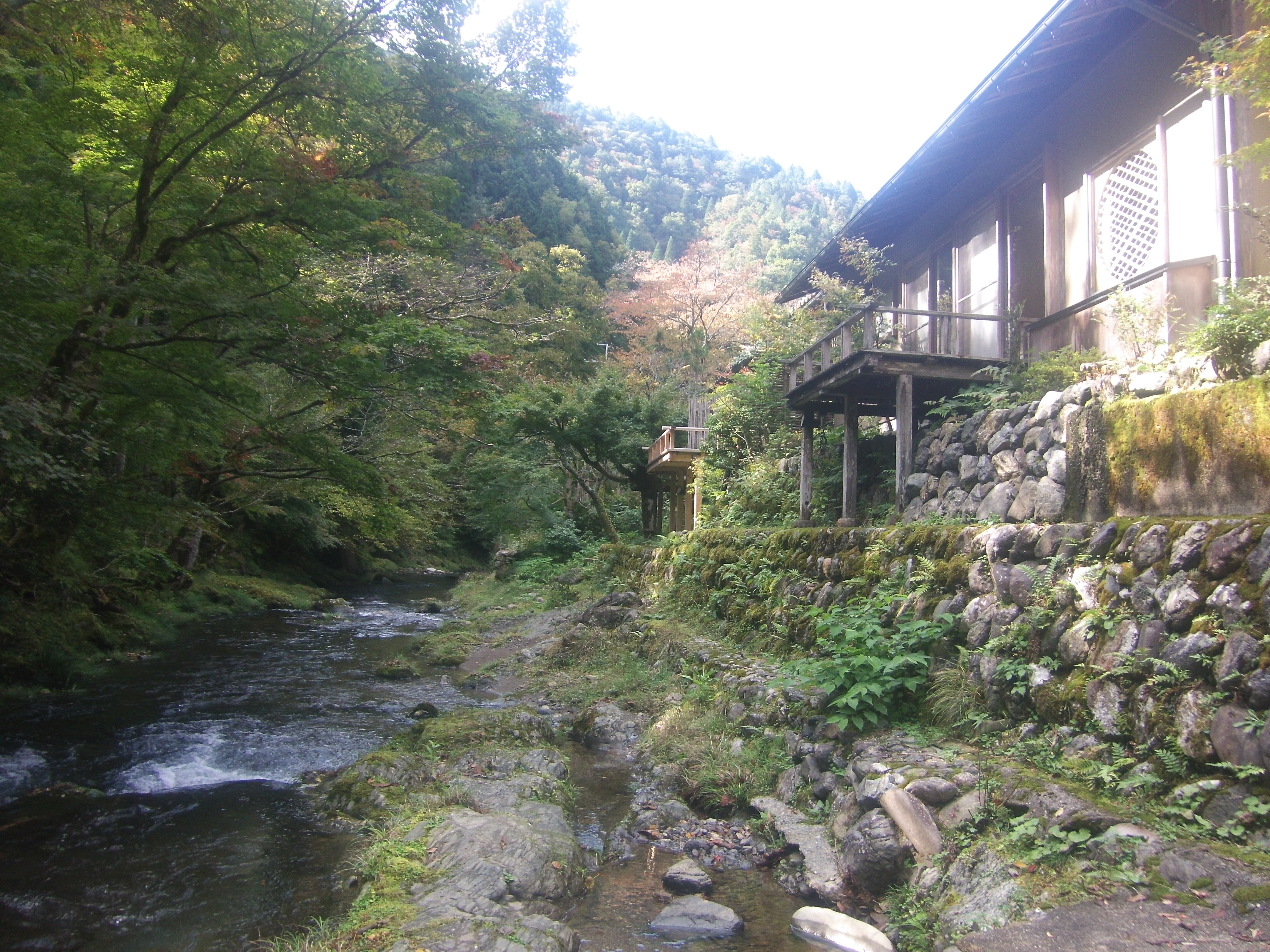
寺谷川に面し川床桟敷がある宿泊棟

### 子孫らの事業展開
三代目吉次の長男で四代目当主の中東久人は、2002年にザ・ウィンザーホテル洞爺リゾート&スパへ「美山荘 洞爺」と「天川」を出店したが、2008年に撤退した。
2006年に京都市岡崎で「美先（みせん）」を開店したが2013年に四条烏丸へ移転し、新宿タカシマヤタイムズスクエアへ出店したが2019年に撤退する。「美先京都本店」は、新型コロナウイルス感染症の流行で休業して2022年に閉店する。
2022年に「ホテルぎおん美先」と「ぎおん美先古門前」を開業する。

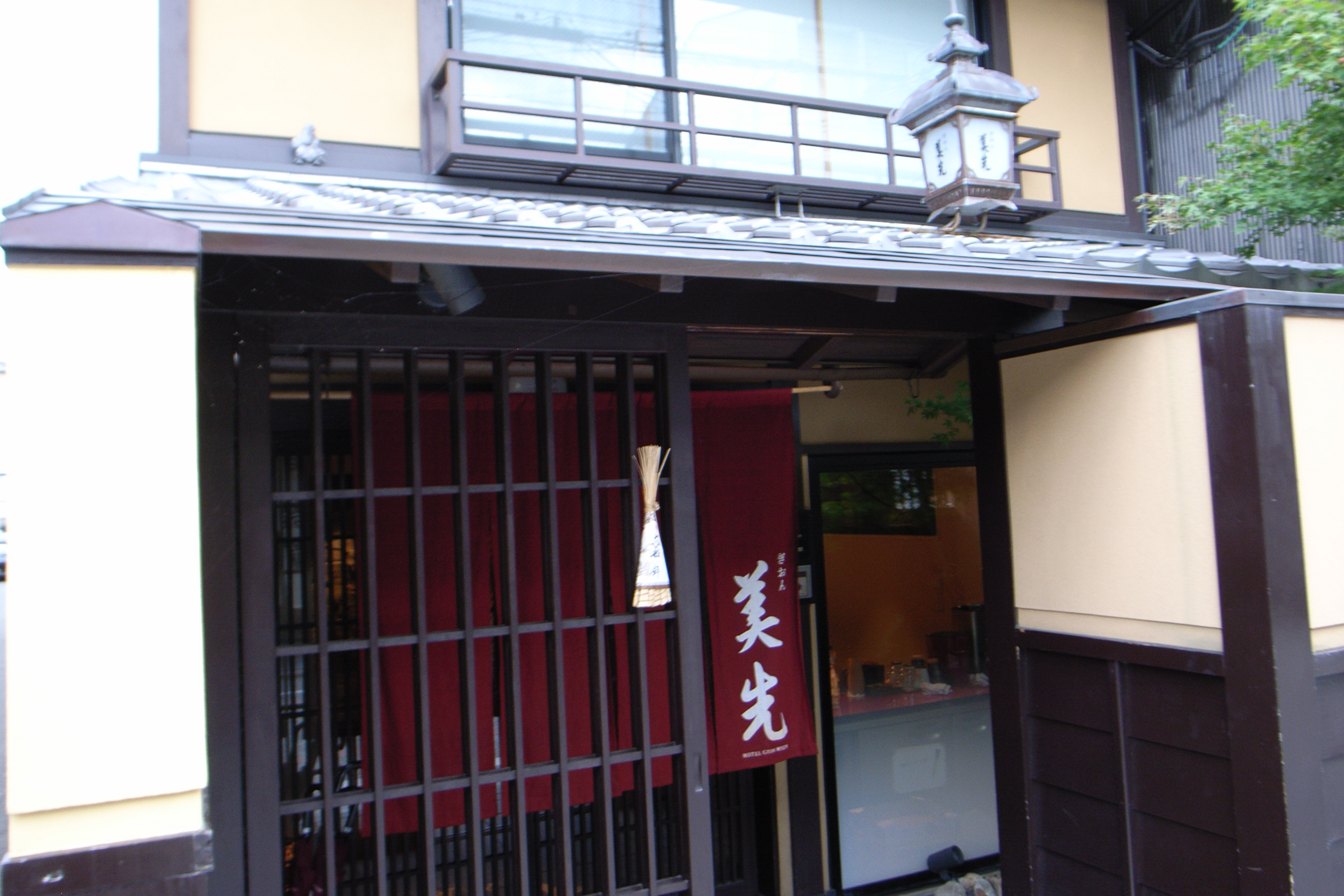
ホテルぎおん美先
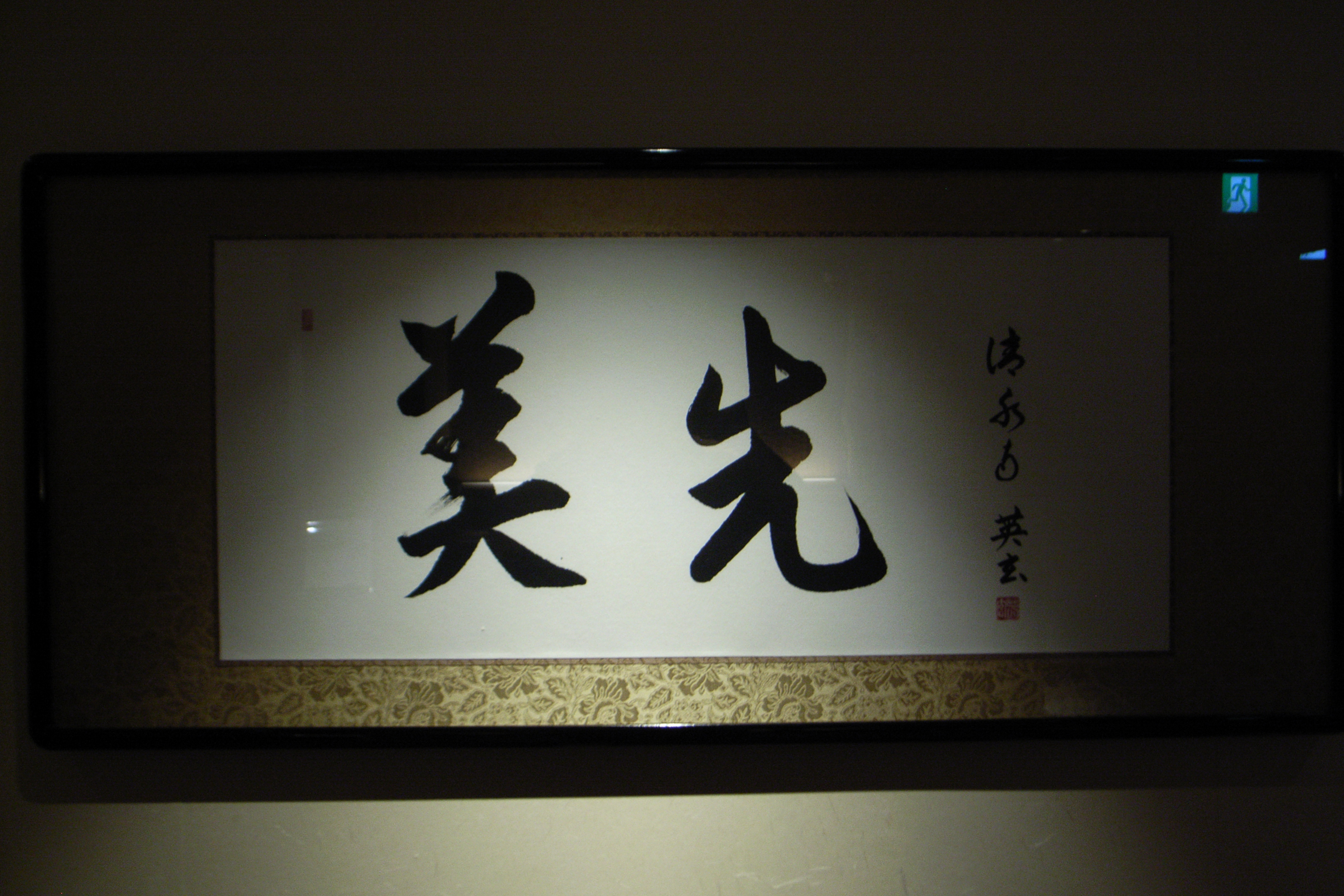
料亭時代から引き継いだ屋号額装
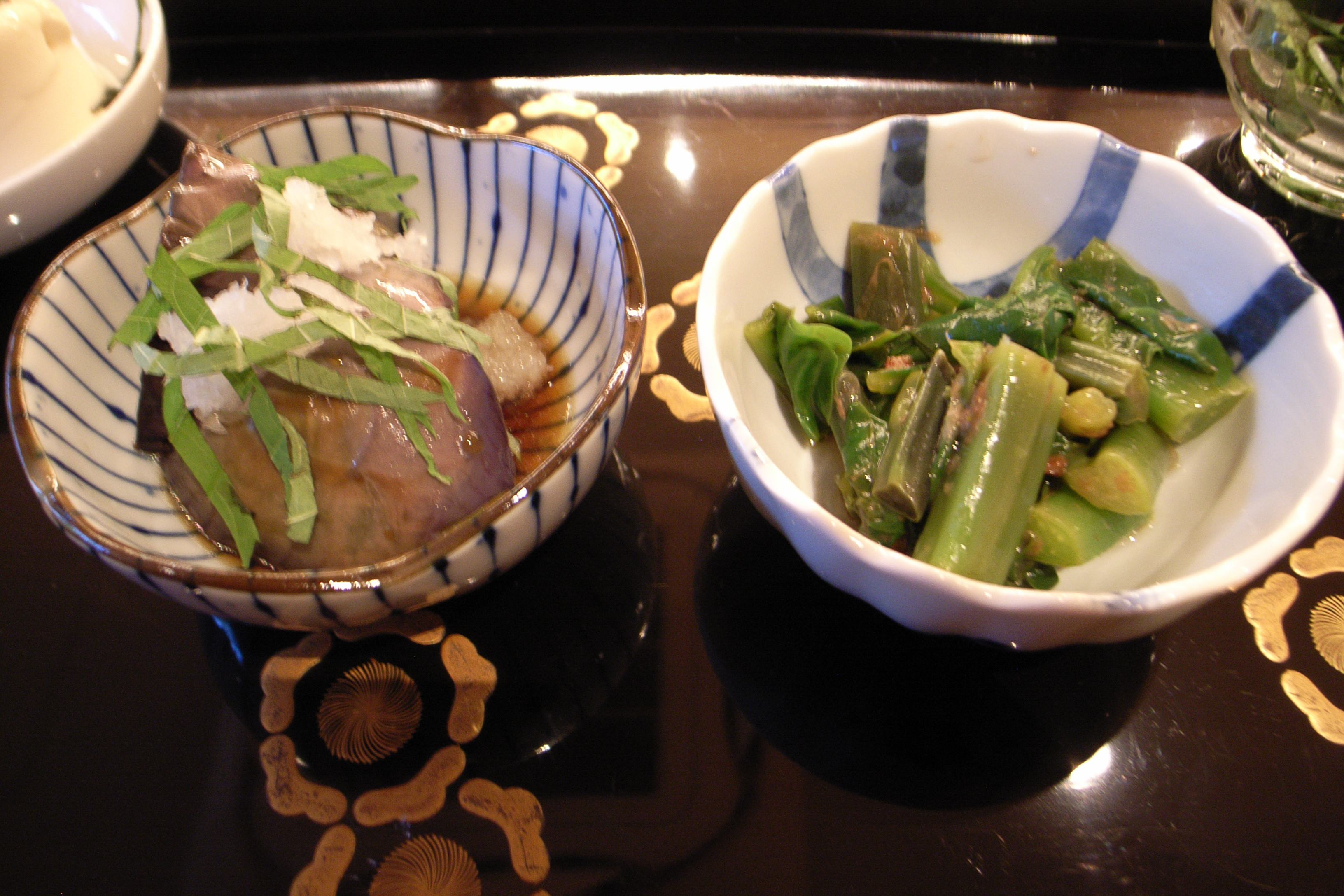
ぎおん美先の山菜・山野草おばんざい

三代目吉次の弟で美山荘の総料理長を務めた中東久雄は、1997年に京都市で「草喰（そうじき）なかひがし」を開店した。久雄の長男の克之（1979年生）は「草喰 なかひがし」で厨房を務め、次男の俊文（1982年生）は西麻布で山野草を用いてイタリア料理店「草片 cusavilla」を営み、三男の篤志（1986年生）は京都市で京野菜の創作和食店「そ/s/KAWAHIGASHI」を営む。

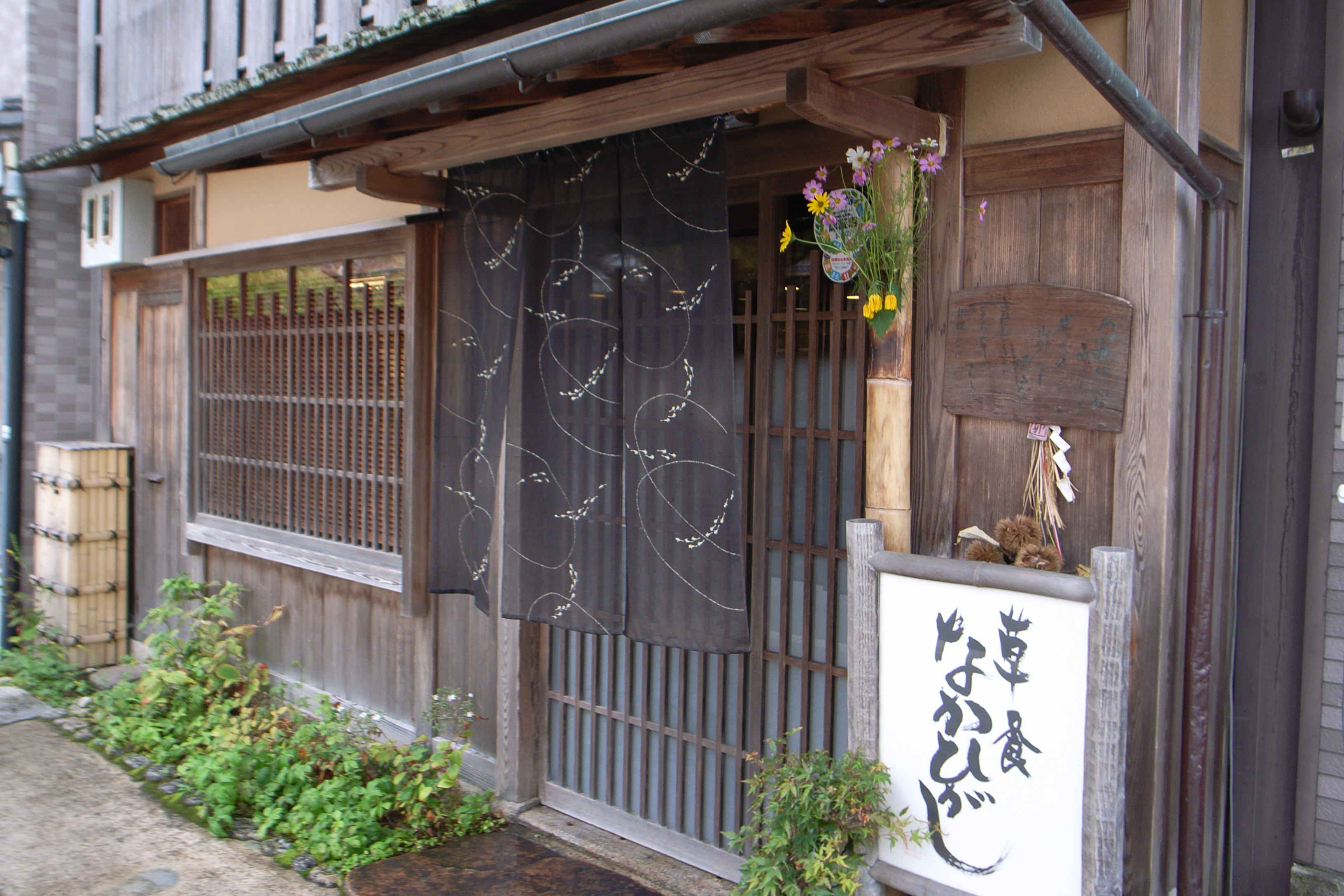
草喰なかひがし（外観）
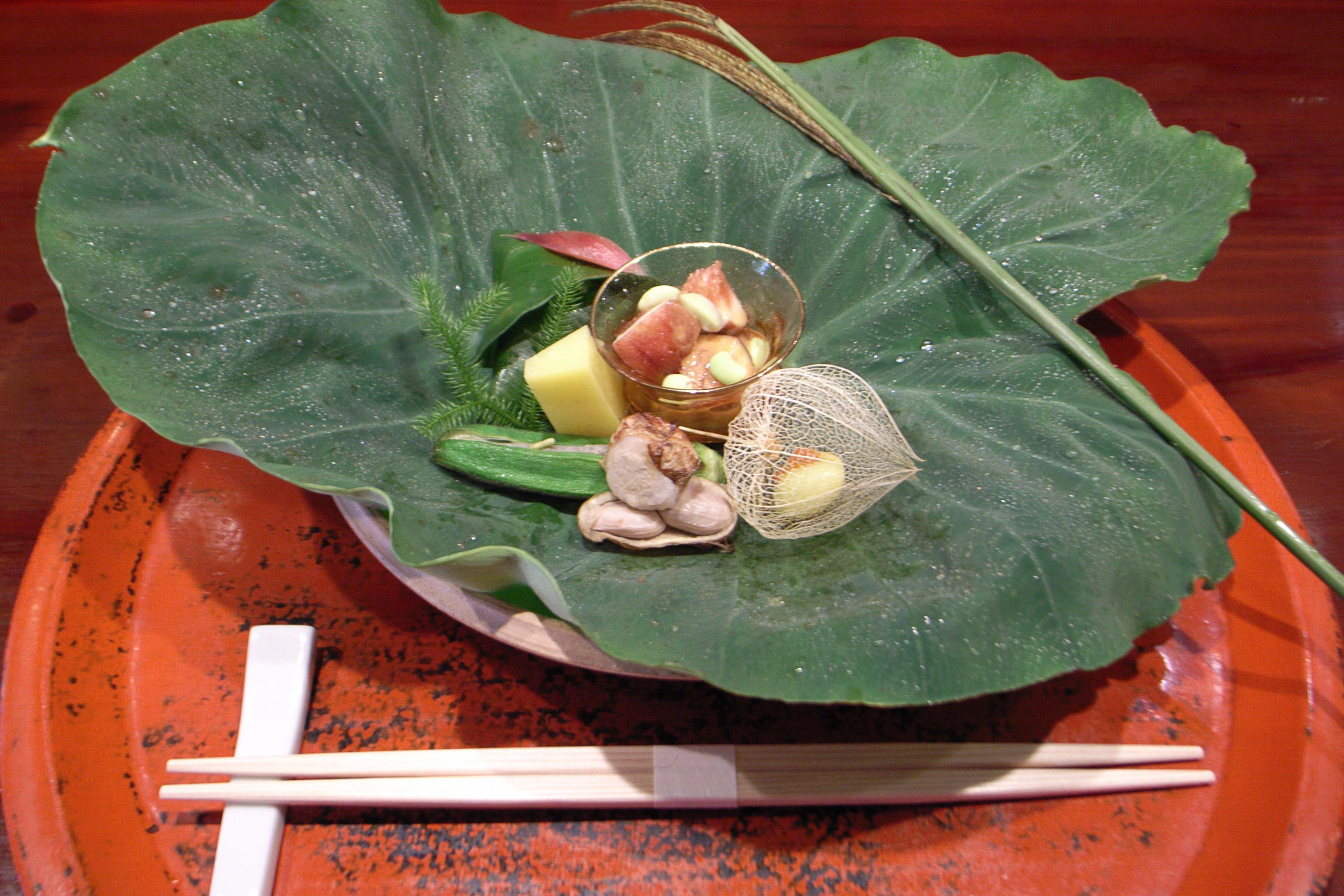
草喰料理
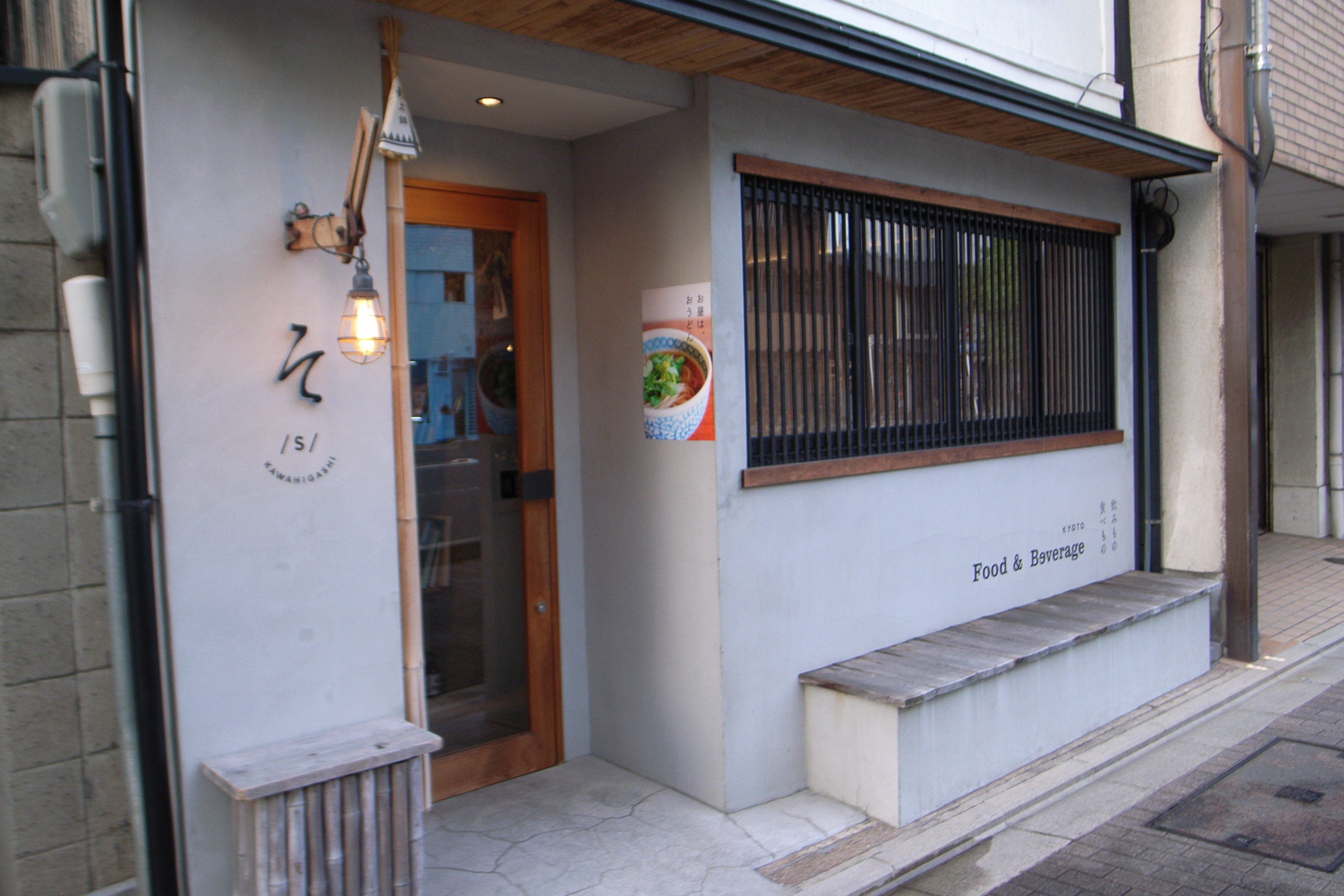
そ／かわひがし（外観）
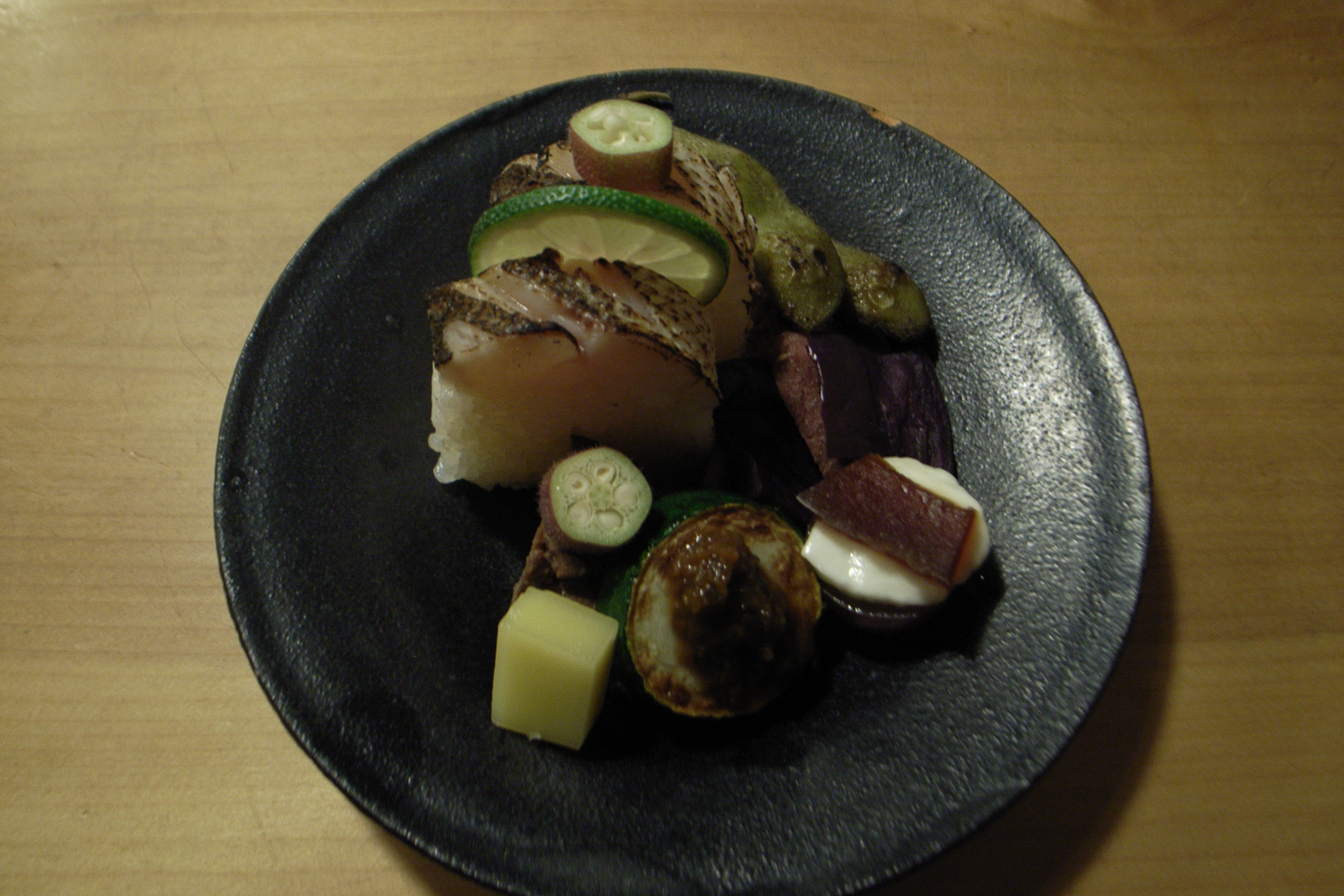
そ/かわひがしの料理（大原野菜の八寸）

三代目吉次の次女は料理研究家の大原千鶴である
立原正秋の長男である立原潮は、「美山荘」で三代目吉次の料理を学んで1991年に恵比寿で懐石「立原」を開店したが、銀座へ移転したのち2011年に閉店した。

## 題材
- 立原正秋『春の鐘』 - 「奥山荘」
- 司馬遼太郎『街道をゆく 4 郡上・白川街道、堺・紀州街道ほか』 - 「洛北諸道」項
- 雁屋哲『美味しんぼ』第20巻
- 2018年公開のアニメ映画『若おかみは小学生!』 - 舞台旅館の参考として当館を取材した[10]。

## 関連書籍
- 立原正秋 著
  - 『春の鐘（上巻）』 新潮社 1983.01 ISBN 978-4101095158
  - 『春の鐘（下巻）』 新潮社 1983.01 ISBN 978-4101095165
- 司馬遼太郎 著
  - 『街道をゆく 4』（朝日文芸文庫） 朝日新聞社 1978.11 ISBN 978-4022601742
- 稲葉なおと 著
  - 『巨匠の宿』 新潮社 2004.08 ISBN 978-4-10-441503-8
- 雁屋哲 著
  - 『美味しんぼ （20）』小学館 1989.07 ISBN 978-4091814104
- 中東吉次 著
  - 『京 花背 摘草料理』 淡交社 1989.05 ISBN 978-4473010995
  - 『雪峰花譜（せつぽう かふ） 摘草料理 美山荘』 柴田書店 1994.10 ISBN 978-4388057429
- 中東和子（中東吉次の妻） 著
  - 『京都・美山荘 花もごちそう』 文化出版局 2001.04.15 ISBN 978-4579207572